# Теранова деи Пасерини
Теранова деи Пасерини (итал. Terranova dei Passerini) је насеље у Италији у округу Лоди, региону Ломбардија.
Према процени из 2011. у насељу је живело 713 становника. Насеље се налази на надморској висини од 64 м.

## Становништво
Према резултатима пописа становништва 2011. у општини је живело 906 становника.
| 1931. | 1936. | 1951. | 1961. | 1971. | 1981. | 1991. | 2001. | 2011. |
| ----- | ----- | ----- | ----- | ----- | ----- | ----- | ----- | ----- |
| 1.490 | 1.505 | 1.521 | 1.132 | 765   | 671   | 670   | 713   | 906   |